# Sub Deal
Sub Deal – wieś w Rumunii, w okręgu Vâlcea, w gminie Oteșani. W 2011 roku liczyła 57 mieszkańców.